# Неодружений

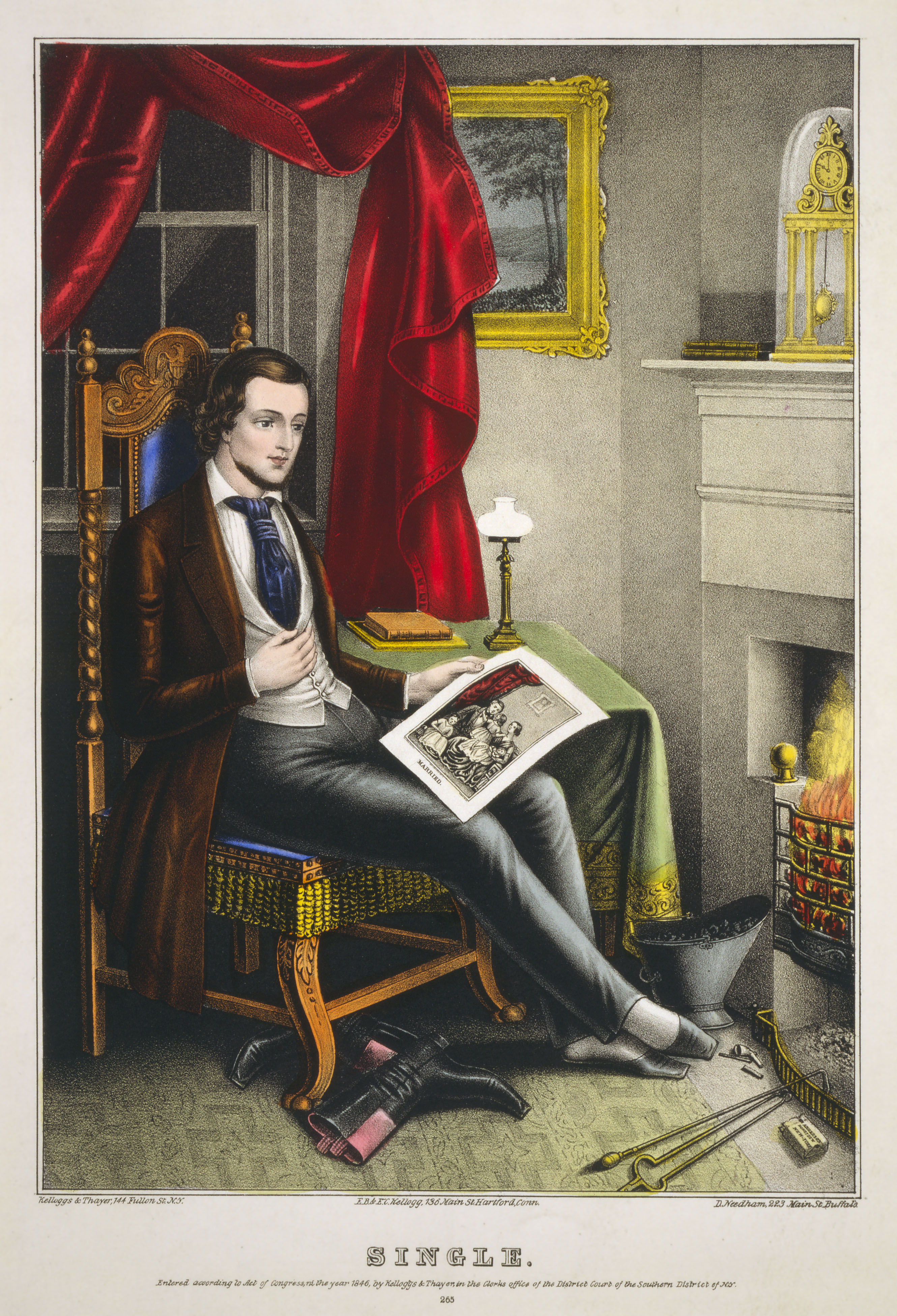
Гравюра (1846), на якій зображено чоловіка, який з сумом тримає в руці зображення чоловіка із дружиною та трьома дітьми з підписом «Одинак».

Неодру́жений, па́рубок, кавале́р — чоловік, який досяг повноліття і не перебуває в шлюбі, тобто не пов'язаний з іншою людиною особистими зв'язками легально-правового характеру (шлюбом чи іншим санкціонованим цивільним союзом). Цей термін не стосується і того, хто вже був у шлюбних стосунках: якщо партнер(ка) помер(ла), тоді він вдівець, а якщо розлучився — розлучений. Старий парубок — немолодий чоловік, який ніколи не був одруженим.
Відповідник для жінки — стара діва.

## Історія
Ставлення до неодружених було різне залежно від епохи та країни. У деяких він, як і неодружена жінка, зазнає остракізму та інших, часто юридично санкціонованих, переслідувань. В інших щодо цього існує толерантність. В деяких суспільствах до неодружених чоловіків відносилися вороже, підозрюючи гомосексуальні чи інші нахили. Майже всі суспільства не заохочували одиноких чоловіків і створювали систему традицій та законів, спрямованих проти старих парубків. Так у Спарті неодруженим чоловікам заборонялося брати участь у спортивних змаганнях, їм не віддавали звичну для старих людей шану. У багатьох суспільствах Європи парубки обкладалися окремими податками. У Північній Німеччині донині парубків на 30-й день народження примушують підмітати в ратуші, аж поки їх не поцілує дівчина. 
Існує ряд соціальних, суспільних, психологічних та інших причин, чому деякі чоловіки залишаються неодруженими. В деяких розвинутих суспільствах Західної Європи та Північної Америки дедалі більше чоловіків воліють парубкувати, ніж одружуватися, з огляду на бажання не обмежувати свій стиль життя сімейними обов'язками. У різних суспільствах, на різних етапах розвитку кількість парубків коливалася. 
Духовенство в католицькій церкві не може одружитися (безшлюбність, целібат).